# Eugraphe signum
Eugraphe signum là một loài bướm đêm trong họ Noctuidae.